# ГЕС Балімела
ГЕС Балімела – гідроелектростанція на сході центральної частини Індії у штаті Одіша. Знаходячись між ГЕС Мачкунд (вище по течії) та ГЕС Сілеру-Верхня, входить до складу каскаду на річці Сілеру, лівій притоці Сабарі, котра в свою чергу є лівою притокою Годаварі (одна з найдовших річок країни, яка впадає в Бенгальську затоку на узбережжі штату Андхра-Прадеш біля міста Раджамандрі).
В межах проекту річку перекрили гравітаційною земляною/кам’яно-накидною греблею висотою 70 метрів та довжиною 1823 метрів, яка потребувала 13,9 млн м3 матеріалу. Вона утримує витягнуте по долині річки на кілька десятків кілометрів водосховище з об’ємом 3,6 млрд м3 та коливанням рівня поверхні в операційному режимі між позначками 439 та 462 метри НРМ.
Оскільки вище від водосховища Сілеру протікає по межі штатів Одіша та Андхра-Прадеш (а в останньому вона має свій витік), ресурс зі сховища Балімела ділиться між штатами порівну. Частку Андхра-Прадешу скидають далі у річку в напрямку ГЕС Сілеру-Верхня, тоді як належну Одіші воду використовують у дериваційній схемі, що подає її на захід у долину річки Патеру, ще однієї лівої притоки Сабарі, яка впадає в останню незадовго до Сілеру. Для цього проклали тунель довжиною 4,5 км, який переходить у напірну шахту висотою 79 метрів та діаметром 20 метрів. З останньої живляться чотири водоводи двожиною 183 метри та діаметром 3,7 метра, які розділяються на вісім довжиною 548 метрів та діаметром 2,5 метра.
Машинний зал в 1973-1977 роках обладнали шістьма турбінами типу Френсіс потужністю по 60 МВт, до яких у 2008-2009 додали ще дві по 75 МВт. Обладнання працює при напорі від 257 до 289 метрів, при цьому у першій половині 2010-х річне виробництво коливалось від 703 до 1452 млн кВт-год електроенергії.
Відпрацьована вода потрапляє до відвідного каналу довжиною 1,9 км, який приєднується до згаданої вище Патеру дещо вище за греблю Сурліконда. Вона забезпечує подачу води у два іригаційні канали майже однакової довжини – 80 та 81 км, котрі забезпечують зрошення 39 та 22 тисяч гектарів відповідно.